# Samdrup Jongkhar (district)
Samdrup Jongkhar (alternatieve spelling Samdrup of Samdrup Jongkha) is een van de dzongkhag (districten) van Bhutan. De hoofdstad van het district is Samdrup Jongkhar. In 2005 telde het district 39.961 inwoners.
Bumthang · Chukha · Dagana · Gasa · Haa · Lhuntse · Mongar · Paro · Pemagatshel · Punakha · Samdrup Jongkhar · Samtse · Sarpang · Thimphu · Trashigang · Trashiyangste · Trongsa · Tsirang · Wangdue Phodrang · Zhemgang